# Харлово (Конаковский район)
Харлово — деревня в Конаковском районе Тверской области. Входит в состав Первомайского сельского поселения.

## География
Находится в юго-восточной части Тверской области на расстоянии приблизительно 12 км на север-северо-восток от города Конаково в левобережной части района.

## История
Известна с конца XVIII века как сельцо, принадлежавшее Андреяну Ивановичу Татаринову и состоящее из 13 дворов и 91 жителя. В 1851 году деревня состояла из 18 дворов, в 1900 — 26. В начале 1930-х годов здесь был создан колхоз «Лесная поляна».

## Население
Численность населения: 184 человека (1851 год), 215 (1900), 1 (русские 100 %)в 2002 году, 1 в 2010.